# Chiesa di San Lorenzo Martire (Tenno)
La chiesa di San Lorenzo Martire in Frapporta è una chiesa cimiteriale di Tenno, appartenente alla Comunità Alto Garda e Ledro. Risale al IX secolo.

## Storia

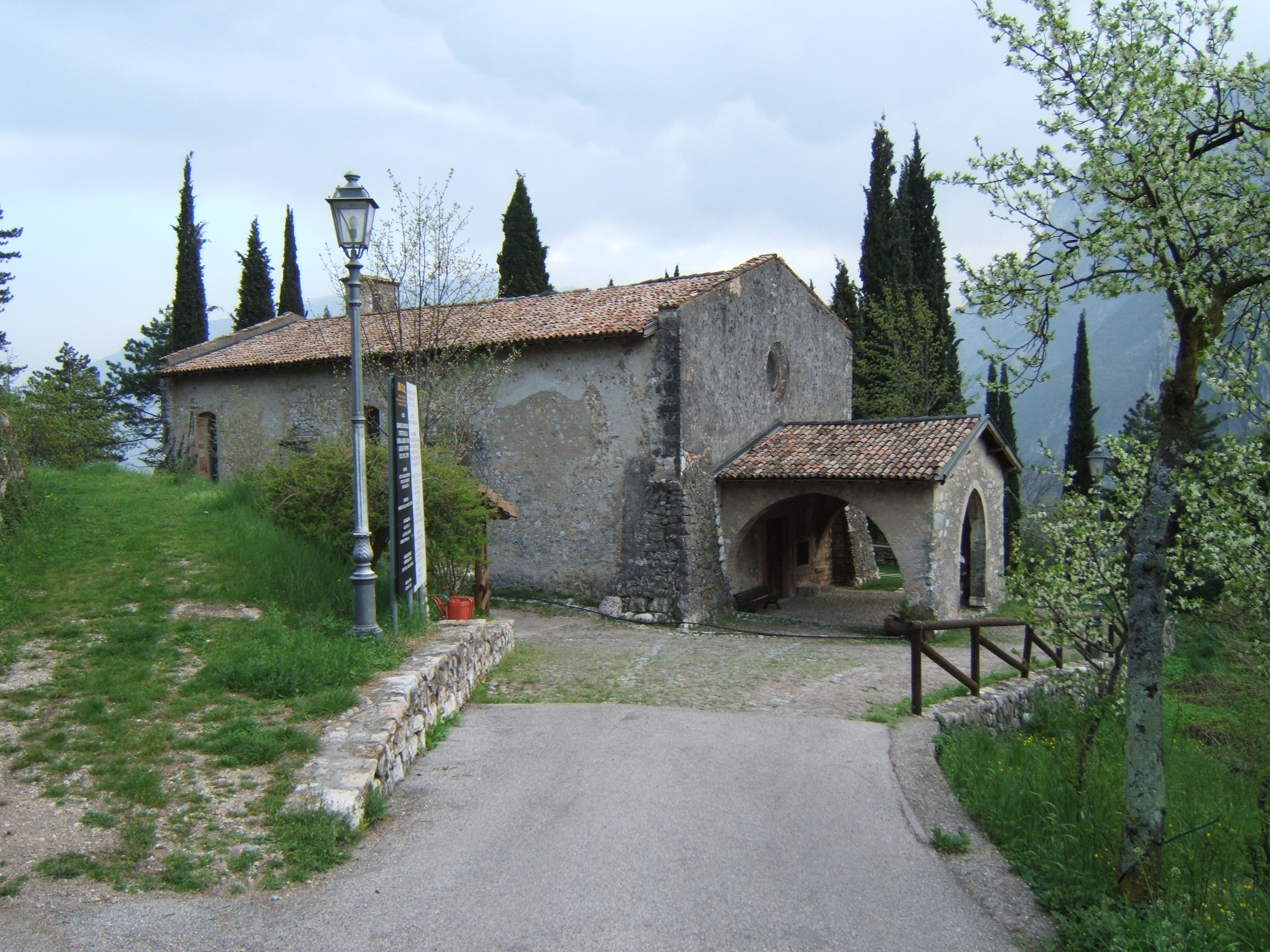
Chiesa di San Lorenzo Martire in Frapporta. Veduta esterna

La primitiva chiesa di San Lorenzo, nell'antico borgo di Frapporta a Tenno, fu costruita probabilmente in epoca carolingia, nel IX secolo. Nel XII secolo sul sito venne edificata una nuova chiesa, che venne sopraelevata due secoli più tardi. La sua collocazione sulla sommità del Doss del Grom offre una vista ad ampio raggio sulla piana gardesana, mentre la sua vicinanza al castello di Tenno la colloca vicina all'antica strada che conduce al passo del Ballino, che collega l'Alto Garda con le valli Giudicarie.
Le testimonianze artistiche e storiche della chiesa di San Lorenzo coprono un arco temporale che va dall'Alto Medioevo al Rinascimento. "Il primo elemento significativo in tal senso è costituito dal materiale scultoreo di riuso presente nelle lesene esterne e negli intradossi delle monofore dell'abside, per il quale è stata ipotizzata la provenienza da un ciborio del periodo carolingio ". Alla seconda metà del XII secolo risale invece il frammentario ciclo di affreschi romanici, collocati sull'arco trionfale e nella conca absidale, che rappresentano le storie di san Lorenzo e san Romano e furono portati alla luce in seguito al restauro della chiesa negli anni Cinquanta del Novecento compiuto dalla Soprintendenza ai monumenti sotto la direzione di Mario Guiotto.

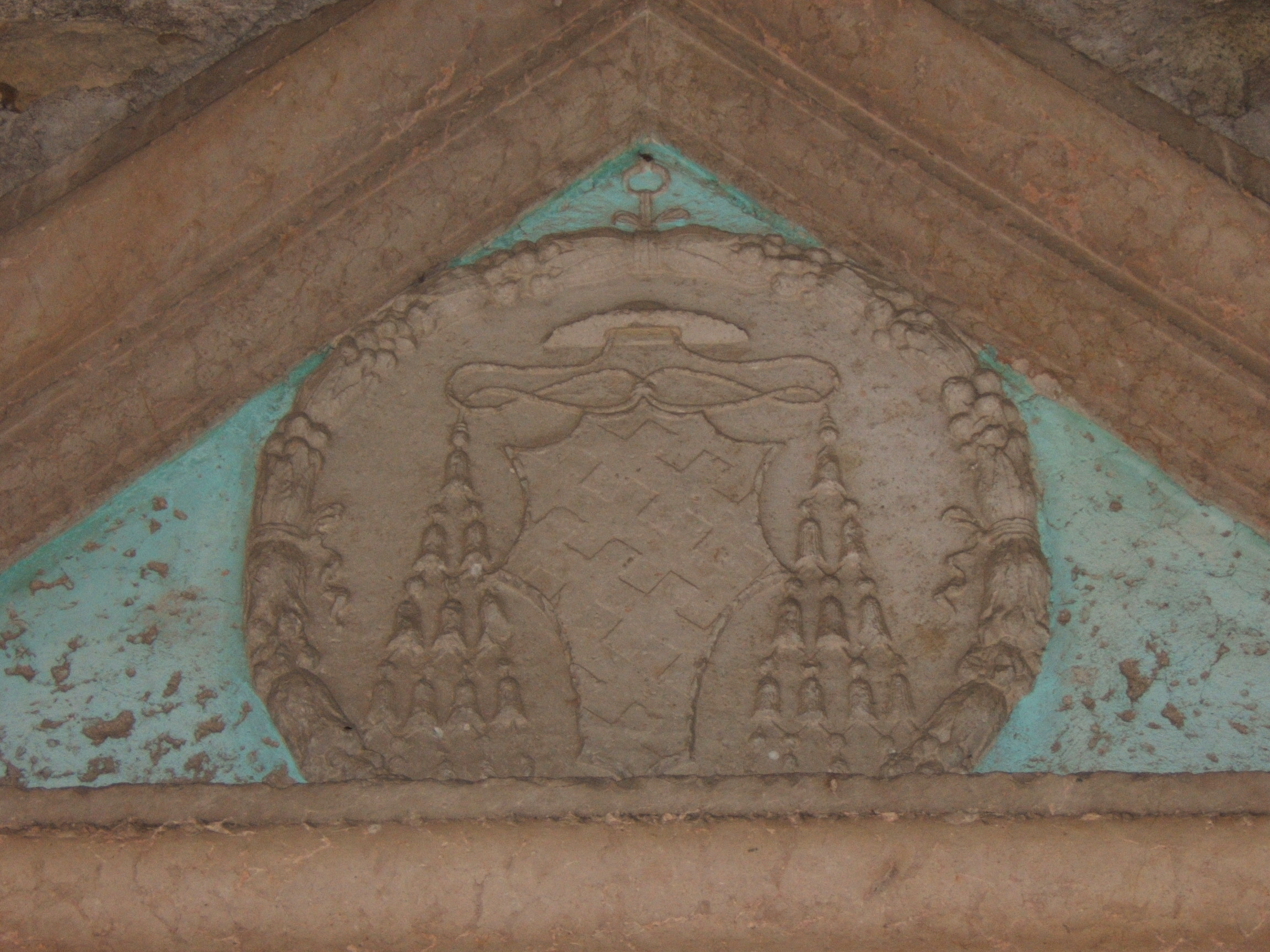
Chiesa di San Lorenzo Martire in Frapporta. Stemma cardinalizio del cardinal Castellesi e incisione dedicatoria

L'attuale struttura architettonica dell'edificio è il risultato di due fasi costruttive. Di quella risalente al XII secolo rimane l'abside, mentre si devono alla seconda fase costruttiva, nel XIV secolo, l'arco trionfale, la navata e la sopraelevazione dell'abside stessa.. La decorazione absidale risale al 1384, mentre la navata venne affrescata più tardi, nel XVI secolo. Il pronao antistante la chiesa, il nuovo portale, gli archi diaframma interni e l'apertura di quattro finestre ad arco acuto nella navata risalgono invece agli anni fra il 1511 e il 1513, e sono legati al soggiorno a Tenno del cardinale Adriano Castellesi da Corneto, segretario e uomo di fiducia di papa Alessandro VI, nominato arciprete di Tenno per essere protetto da possibili ritorsioni da parte dell’aristocrazia cardinalizia romana in seguito all’elezione di papa Giulio II Della Rovere.

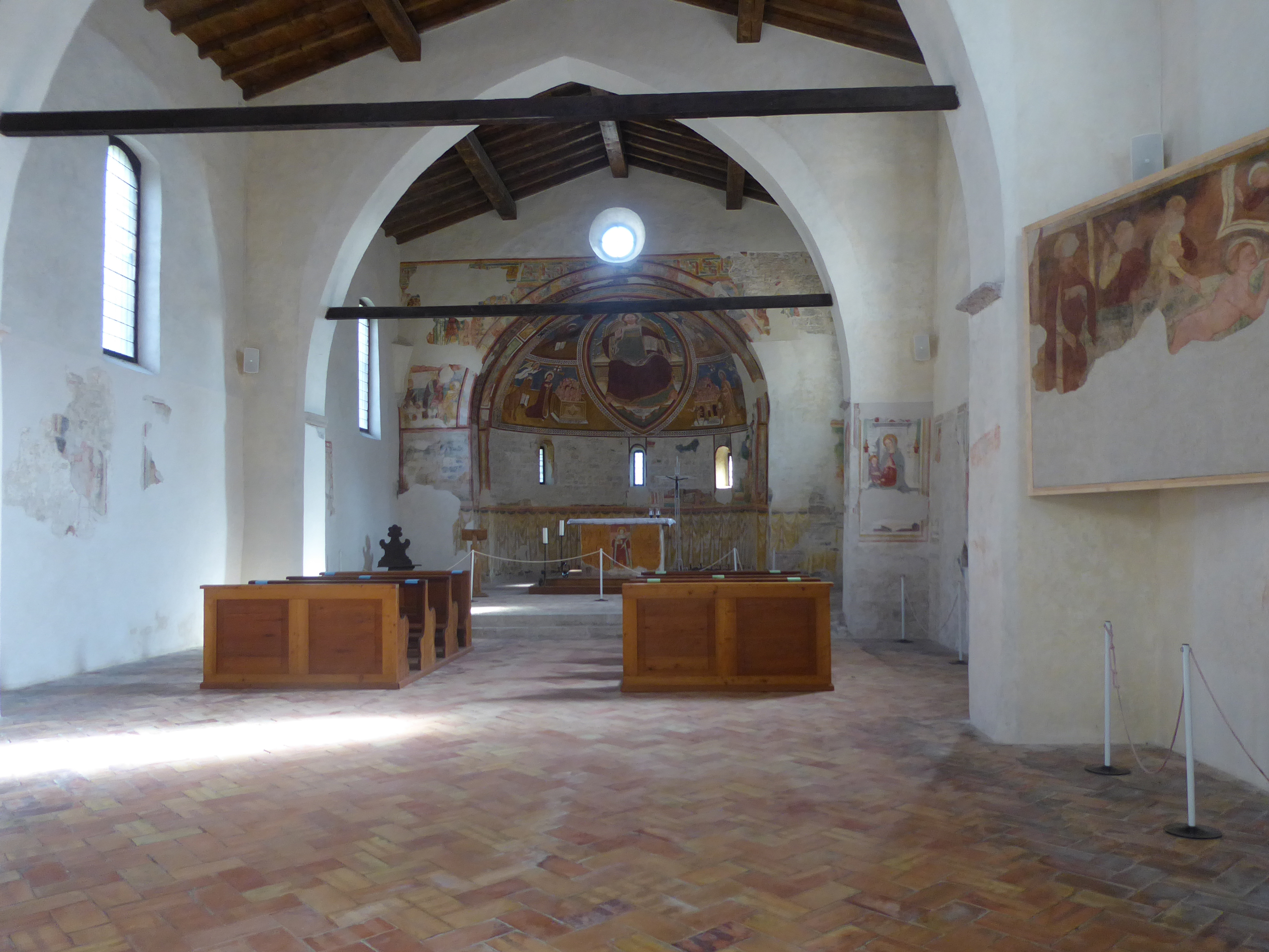
Chiesa di San Lorenzo Martire in Frapporta. Veduta interna

Lo stato conservativo della chiesa, a partire dal Seicento, si deteriora progressivamente, come testimoniano cinque atti visitali compresi fra il 1671 e il 1839.A questo periodo risalgono la sopraelevazione dei muri perimetrali, il rifacimento del tetto con volte a crociera, e la realizzazione di 4 pilastri interni e di 3 contrafforti a scarpa esterni. Nel 1796, durante l'occupazione napoleonica, la chiesa venne profanata dalle truppe francesi. Restaurata e riconsacrata alcuni decenni più tardi, la struttura venne fatta oggetto di lavori di restauro nel 1881, per poi essere dichiarata non idonea a luogo di culto nel 1912 . Il già citato restauro degli anni Cinquanta del Novecento, oltre a riportare alla luce gli affreschi di epoca romanica con lo stacco di una parte delle pitture gotiche, eliminò gli interventi settecenteschi risanando la struttura architettonica. Col nuovo millennio il piccolo edificio sacro fu interessato da opere di consolidamento e vennero installati o completati gli impianti elettrico, di amplificazione e di videocontrollo, e fu riposizionato l'antico altare in legno. Nel 2017 l'arcivescovo emerito di Trento Luigi Bressan vi ha celebrato una messa per inaugurare la sua nuova sistemazione. Ad oggi lo stato conservativo risulta degradato a causa dell'umidità che intacca le decorazioni pittoriche.

## Architettura e scultura

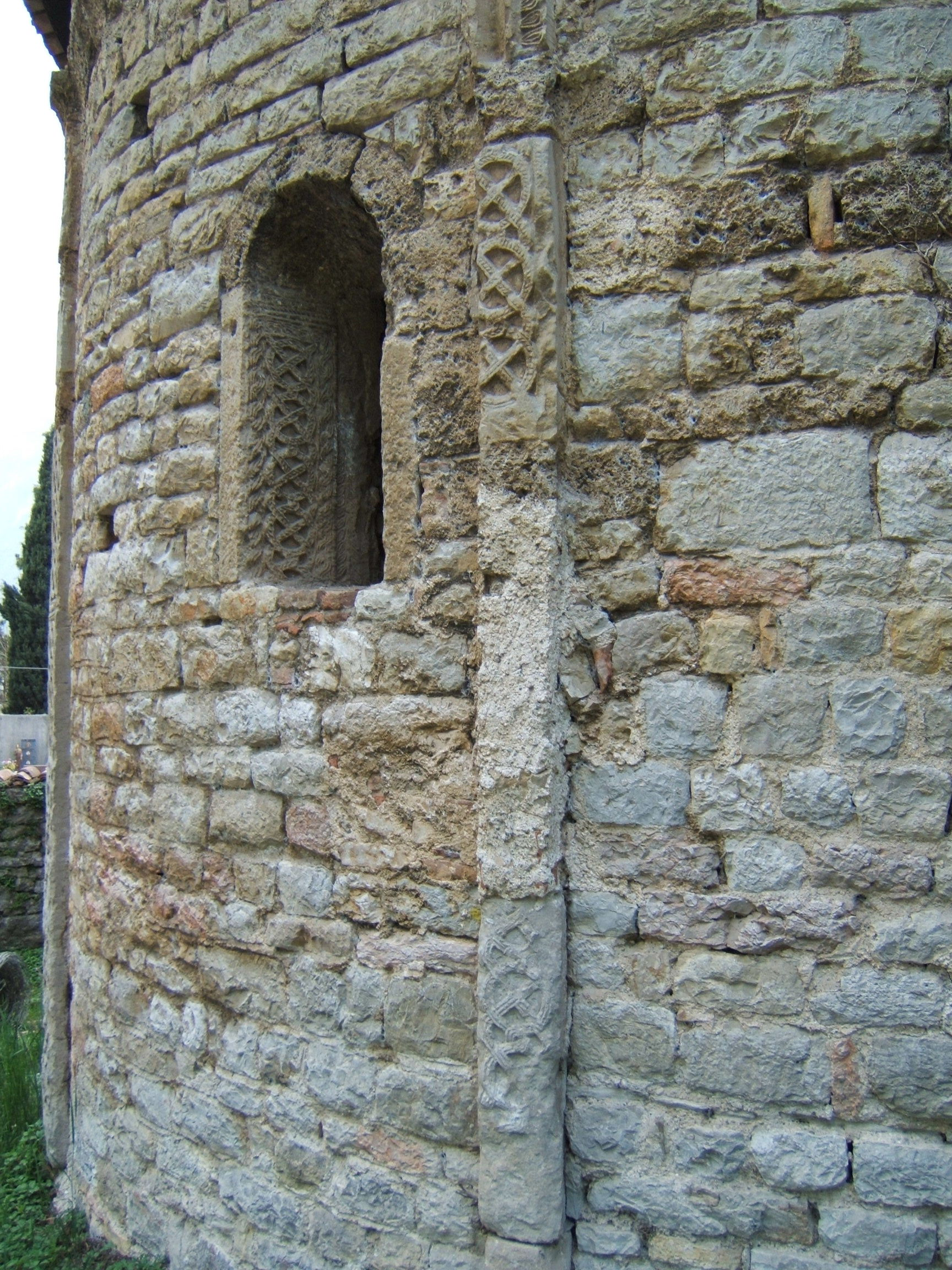
Chiesa di San Lorenzo Martire in Frapporta. Veduta esterna dell'abside con lesene e intradossi

L'edificio, a pianta rettangolare, ha un'unica navata che termina in un'abside semicircolare. La struttura muraria testimonia, soprattutto dall’esterno, le diverse tecniche e fasi costruttive. L’abside, realizzata con pietre squadrate, presenta una struttura estremamente regolare, mentre la navata è caratterizzata da un apparato murario irregolare, composto di pietre non lavorate, che si ritrova anche nella fascia superiore dell’abside. Da ciò si deduce che le due parti dell’edificio devono essere state costruite in tempi diversi. La struttura più antica della chiesa di San Lorenzo è stata individuata dagli studiosi nella parte inferiore, quella costruita da pietre sagomate e regolari, ed è stata datata intorno alla metà del XII secolo. L’abside è stata sopraelevata nella prima metà del XIV secolo, probabilmente in concomitanza con i lavori di costruzione delle attuali pareti della navata.

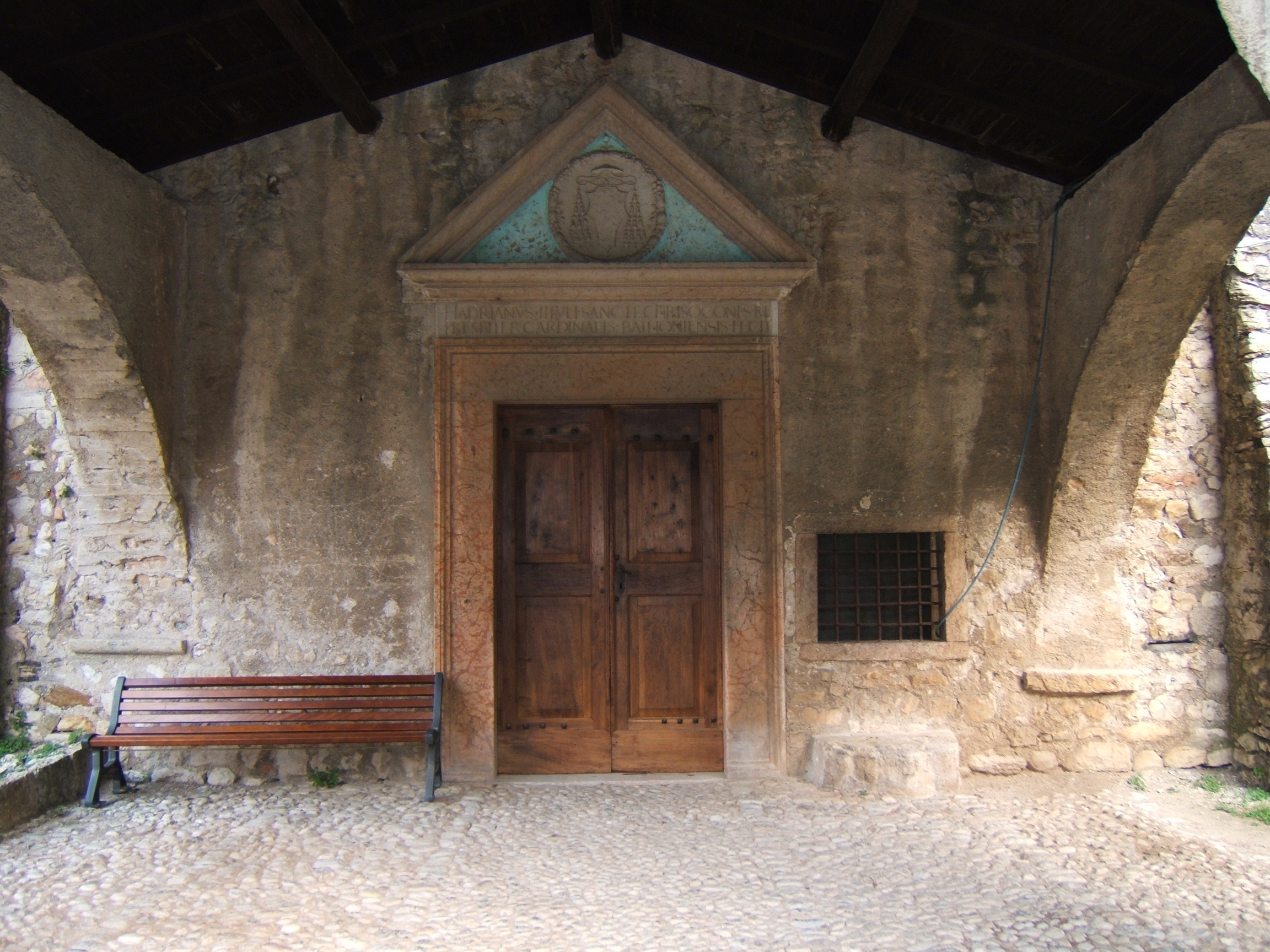
Chiesa di San Lorenzo Martire in Frapporta. Interno dell'avancorpo e portale

Un’ulteriore fase costruttiva, che ha portato alla realizzazione dell’avancorpo e del portale della chiesa, è da ricondurre alla presenza del cardinale Adriano Castellesi da Corneto. Il portale di San Lorenzo, che riporta lo stemma cardinalizio e un’incisione dedicatoria, è particolarmente significativo del periodo artistico a cui appartiene, il Rinascimento, in ragione della sua rigorosa e monumentale progettazione.
L'esterno dell’abside della chiesa ingloba nella muratura, a puro scopo decorativo, dei bassorilievi scolpiti. Si tratta di tre lesene e degli intradossi delle tre monofore, che sono costituiti da materiale di spoglio riutilizzato a scopo decorativo, secondo una pratica molto diffusa nel Medioevo. Essi rappresentano per la maggior parte dei motivi astratti, ma si possono riconoscere anche le teste e le code di due pavoni che si affrontano e una croce. La loro provenienza è tutt’oggi un mistero: la pietra utilizzata è arenaria di Arco e gli studiosi ipotizzano che potessero appartenere ad un ciborio di età carolingia. Essi costituiscono pertanto la traccia superstite di una chiesa precedente all’attuale San Lorenzo.

## Pittura
Le pareti dell’abside e dell’arco trionfale ospitano due importanti cicli di affreschi.
Il primo e più antico ciclo è in stile romanico, riveste interamente l’arco trionfale e la parte inferiore della parete absidale e raffigura le storie di san Lorenzo e di san Romano, martirizzati a Roma durante le persecuzioni volute dall’imperatore Valeriano nel 258 d.C., e un riquadro con San Giorgio e il drago, rinvenuti in seguito alla campagna di restauro degli anni Cinquanta del Novecento. L'intervento di restauro ha reso necessario lo stacco di una parte delle pitture murali gotiche del secondo ciclo attualmente conservate nella vicina chiesa parrocchiale di Santa Maria Immacolata.
Le storie del diacono san Lorenzo sono rappresentate in quattro scene di affreschi, di influenza veronese, sull’arco trionfale, e si leggono a partire dal riquadro in alto a destra. La prima scena, che raffigura l'arresto di san Lorenzo e si svolge interamente sotto un porticato con archi e colonne, conserva l’immagine del volto di san Lorenzo, e raffigura all’estremità destra un personaggio con la toga, forse identificabile nell’imperatore Valeriano. La seconda scena, collocata in alto a sinistra, è ambientata anch’essa sotto un porticato. Essa rappresenta una piccola folla di persone, i poveri della Chiesa romana, preceduta da San Lorenzo e da una guardia che indica con la mano la presenza di un personaggio togato alla sua destra e un gruppo di consiglieri attorno al trono del prefetto. Il terzo episodio, in basso a sinistra, rappresenta la tortura di san Lorenzo, ed è caratterizzata dal contrasto tra il corpo nudo del santo e le vesti scure degli astanti. Il soldato presente sulla scena è probabilmente san Romano, un legionario che si convertì al cristianesimo proprio osservando il martirio di san Lorenzo. La quarta scena, ovvero quella del martirio di San Lorenzo, che si trovava verosimilmente a destra dell'arco trionfale, è oggi completamente scomparsa.
Le storie di san Romano si strutturavano in quattro riquadri nella conca absidale. Di essi rimane chiaramente leggibile solo l’ultimo episodio raffigurante il martirio di san Romano davanti alla Porta Salaria a Roma. Si tratta di una scena altamente drammatica, che rappresenta la decapitazioone del santo. Sono sopravvissuti anche alcuni frammenti della terza scena, che rappresentano i piedi di tre personaggi riccamente vestiti.
Un ultimo riquadro, pesantemente danneggiato e collocato sull’arco trionfale, raffigura San Giorgio che uccide il drago. L'affresco risulta importante ai fini della datazione dell’intero ciclo pittorico, dal momento che la prima rappresentazione nota di questo soggetto si trova nel timpano del portale della cattedrale di Ferrara che risale al 1135 d.C.

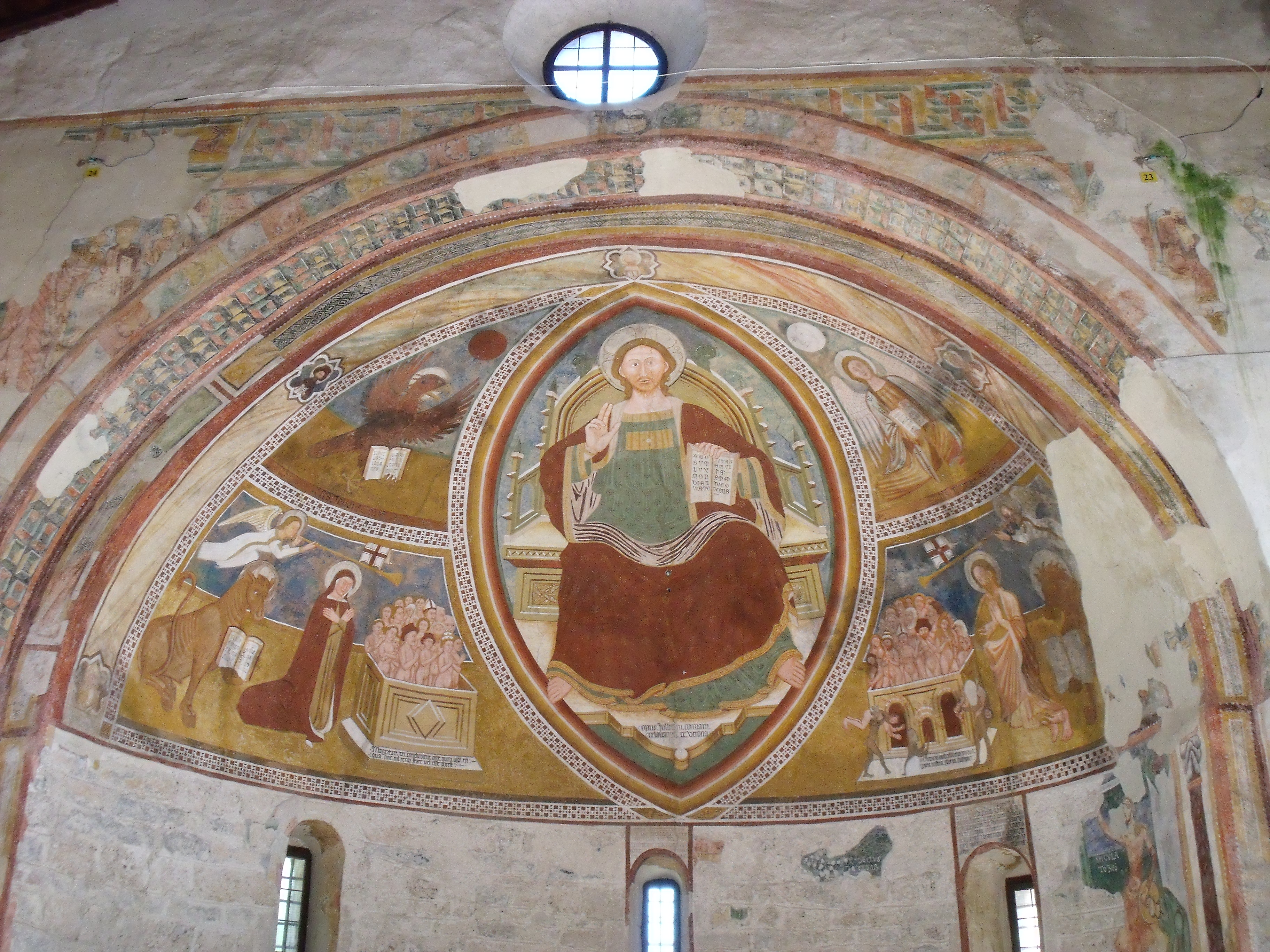
Chiesa di San Lorenzo Martire in Frapporta. Ciclo gotico dell'abside

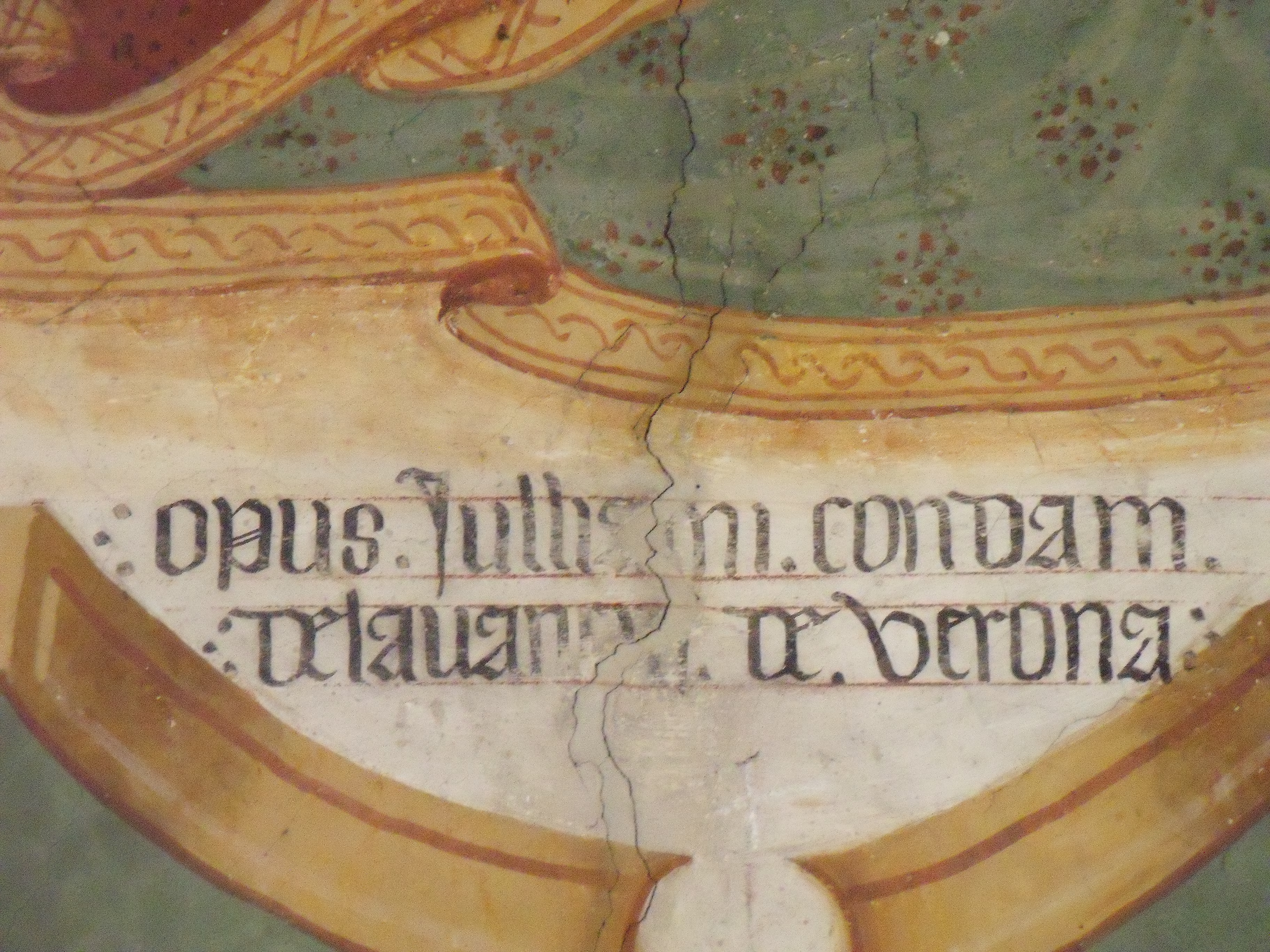
Chiesa di San Lorenzo Martire in Frapporta. Firma di Giuliano dell'Avanzi di Verona

Il secondo ciclo pittorico, in stile gotico, ha la particolarità di essere firmato e datato. La firma si trova in calce al podio del grande trono di Cristo, che campeggia nella conca absidale, e recita, in latino, “opera di Giuliano del fu dell’Avanzi di Verona”, artista di cui non si hanno attestazioni documentarie. La datazione invece si trova all’interno di una lunga iscrizione sopra la monofora centrale dell’abside “terminato giovedì 8 dicembre dell’anno del Signore 1384 quando Antonio era arciprete di Tenno”, mentre informazioni relative ai committenti sono contenute nell'iscrizione sopra la monofora destra. Questo secondo ciclo trova spazio nell’abside della chiesa e si legge a partire dal maestoso Cristo in trono, rappresentato come Pantocratore e circondato da una mandorla di luce che occupa il centro della composizione. La sua mano destra è sollevata in atto benedicente, la sinistra regge un libro su cui sono riportati alcuni passi del Vangelo di Giovanni. Accanto a Cristo si trovano il Sole, la Luna e il Tetramorfo: l’aquila di san Giovanni, l’angelo di san Matteo, il toro di san Luca e il leone di san Marco.

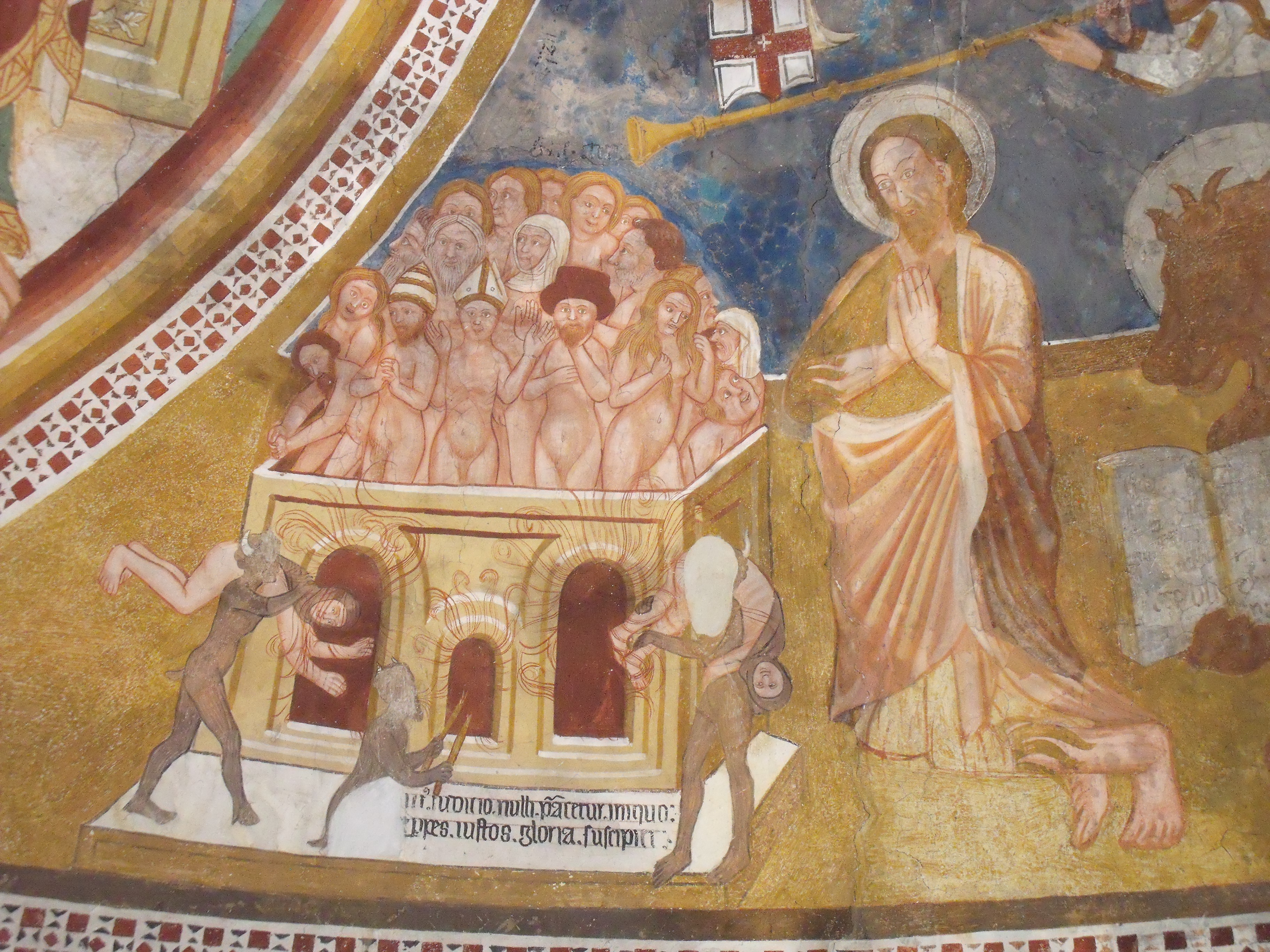
Chiesa di San Lorenzo Martire in Frapporta. San Giovanni Battista e i dannati

In basso è rappresentato un Giudizio Universale con due angeli che suonano le trombe, la Vergine e san Giovanni Battista. La Vergine presenta un sarcofago contenente dei fedeli in atteggiamento di preghiera. Essi sono i beati, fra cui si possono riconoscere, sulla base del copricapo, un papa, alcuni cardinali, vescovi e prelati. Nel sarcofago posto di fronte a San Giovanni Battista, sul cui fronte compaiono tre portali da cui fuoriesce il fuoco infernale e in cui tre diavoli stanno gettando degli uomini, sono presenti i dannati, rappresentati negli atteggiati più vari (riso, preghiera ecc.). Curiosamente anche tra i dannati si osserva la presenza di alti prelati e addirittura di un papa. Nella parete dell’abside erano un tempo presenti alcuni riquadri che rappresentavano i Dodici Apostoli e il Martirio di san Lorenzo. Come già accennato, negli anni Cinquanta essi vennero staccati per mettere in luce le pitture sottostanti appartenenti al ciclo romanico. Attualmente sono conservati nella chiesa parrocchiale di Santa Maria Immacolata di Tenno.